# Om Shanti Om
Om Shanti Om (hindi ओम शान्ति ओम, urdu اوم شانتی اوم, skrót tytułu: OSO) – indyjski film wyreżyserowany przez Farah Khan (Jestem przy tobie). W rolach głównych Shah Rukh Khan i debiutantka Deepika Padukone, w drugoplanowych Shreyas Talpade i Arjun Rampal. Gościnnie występuje w filmie wiele gwiazd Bollywoodu. Tematem filmu jest miłość większa niż śmierć, pragnienie sławy, krzywda i zemsta, a także dramatyzm odzyskiwania tożsamości poprzez odzyskiwanie pamięci o swojej przeszłości. Film wykorzystuje motyw reinkarnacji.

## Fabuła
Akcja filmu rozpoczyna się w roku 1977.
Om Prakash Makhija (Shah Rukh Khan) jest aktorem, zwykle zatrudnianym jako statysta, któremu ciężko przebić się w opanowanym przez nepotyzm przemyśle. Jest do szaleństwa zakochany w Shanti Priyi (debiutująca Deepika Padukone), wielkiej gwieździe filmowej. Zapominając o własnym życiu, ratuje ją w czasie pożaru na planie filmowym. Zostają przyjaciółmi, jednak życie gwiazdy filmowej nie jest tak proste. Producent Mukesh Mehra ma zamiar nakręcić największy w swojej karierze film "Om Shanti Om", w którym Shanti miała zagrać główną rolę. W tym celu potrzebuje finansowego wsparcia, które mógłby uzyskać, gdyby ożenił się z córką wpływowego bogacza. Przeszkadza mu w tym potajemnie poślubiona żona: Shanti, która na dodatek spodziewa się dziecka. 
Mukesh podstępem zaciąga Shanti na plan filmowy, który następnie podpala. Om, który w ukryciu był świadkiem całej sytuacji, rzuca się na ratunek ukochanej, jednak on i Shanti tragicznie umierają. W tej samej chwili, w wyniku reinkarnacji, Om odradza się ponownie jako syn popularnego gwiazdora filmowego Rejeshra Kapoora.
Trzydzieści lat później, rok 2007.
Om Kapoor to bożyszcze tłumów, zadufany w sobie aktor, który karierę zrobił dzięki odpowiedniemu nazwisku i koneksjom rodzinnym. Nie ma problemów, kobiety leżą u jego stóp, a reżyserzy skłonni są na wszystkie ustępstwa. I tylko drobiazg zakłóca tę idyllę: stara kobieta, która często biegnie za jego samochodem i krzyczy, że Om jest jej synem. Przypadkowa wizyta na miejscu tragedii sprzed 30 lat całkowicie odmienia Oma, który stopniowo przypomina sobie sceny z poprzedniego życia. Od teraz, będąc jednocześnie swoim poprzednim i obecnym wcieleniem, musi wyrównać niedokończone rachunki sprzed lat.

## Obsada
- Shah Rukh Khan – Om Prakash Makhija/Om Kapoor (OK)
- Deepika Padukone – Shanti albo Shantipriya/Sandhya albo Sandy
- Arjun Rampal – Mukesh Mehra alias Mike
- Kirron Kher – Bela Makhija
- Shreyas Talpade – Pappu Master
- Javed Sheikh – Rajesh Kapoor
- Bindu – Kamini
- Nitish Pandey – Anwar
- Yuvika Choudhary – Dolly

## Występy gościnne w piosenceDeewangi Deewangiw kolejności pojawiania się
- Rani Mukerji
- Zayed Khan
- Vidya Balan
- Jeetendra
- Tusshar Kapoor
- Priyanka Chopra
- Shilpa Shetty
- Dharmendra
- Shabana Azmi
- Urmila Matondkar
- Karisma Kapoor
- Arbaaz Khan
- Malaika Arora
- Dino Morea
- Amrita Arora
- Juhi Chawla
- Aftab Shivdasani
- Tabu
- Govinda
- Mithun Chakraborty
- Kajol
- Bobby Deol
- Preity Zinta
- Rekha
- Riteish Deshmukh
- Salman Khan
- Saif Ali Khan
- Sanjay Dutt
- Lara Dutta
- Sunil Shetty

## Pozostałe występy gościnne
- Bipasha Basu
- Rishi Kapoor
- Subhash Ghai
- Karan Johar
- Amitabh Bachchan
- Abhishek Bachchan
- Rakesh Roshan
- Hrithik Roshan
- Akshay Kumar
- Shabana Azmi
- Feroz Khan
- Koena Mitra
- Amisha Patel – jako partnerka Oma Kapoora w Filmfare Awards
- Dia Mirza – jako partnerka Oma Kapoora w Filmfare Awards
- Bappi Lahiri
- Farah Khan
- Gauri Khan
- Yash Chopra

## Piosenki
1. "Ajab Si"
2. "Dard-E-Disco"
3. "Deewangi Deewangi"
4. "Main Agar Kahoon"
5. "Jag Soona Soona Lage"
6. "Dhoom Taana"
7. "Dastaan-E-Om Shanti Om"